# حجر الجنون

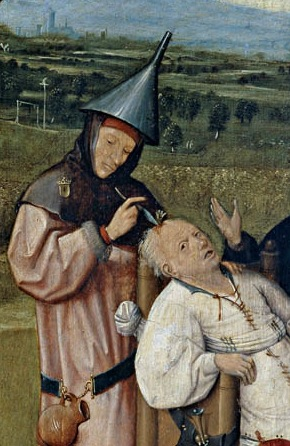
هيرونيموس بوش ، استخراج حجر الجنون

يُعدٌّ حجر الجنون ، الذي يُطلق عليه أيضًا حجر الحماقة ، حجرًا خرافيًا اعتُقِد أنه يوجد داخل رأس المريض ويسببُّ الجنون أو الحماقة أو الخرف . سادت هذه الخرافة عند الغرب في القرون الوسطى. في القرن الخامس عشر للميلاد، اقتُرِح إزالة الحجر عن طريق نقب الجمجمة كعلاج. تُوضّحُ لوحةُ استخراج حجر الجنون لهيرونيموس بوش هذا العملية.

## معرض

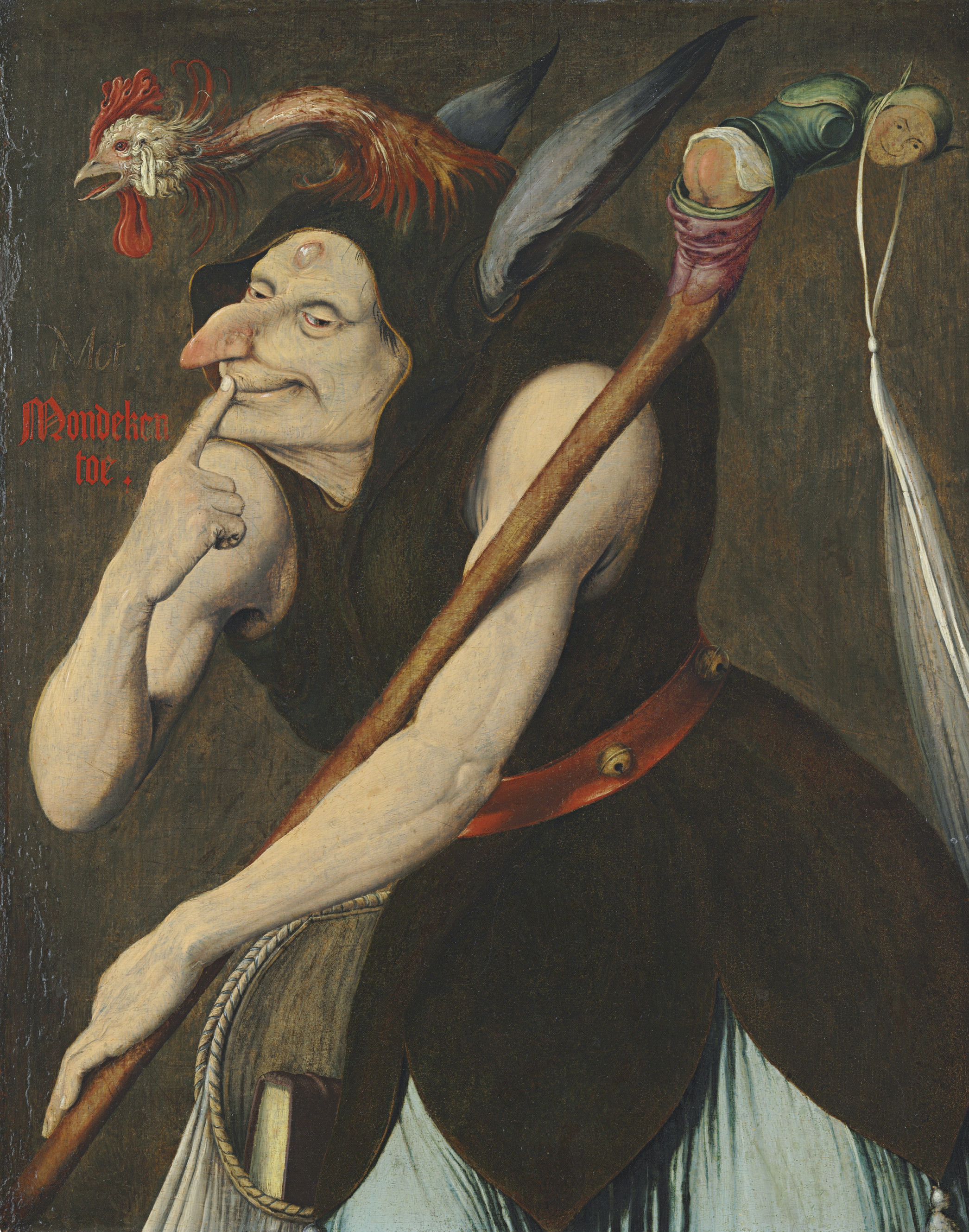
كوينتين ماسيس ، قصة حماقة (أوائل القرن السادس عشر). الأحمق لديه "حجر حماقة" في جبهته.
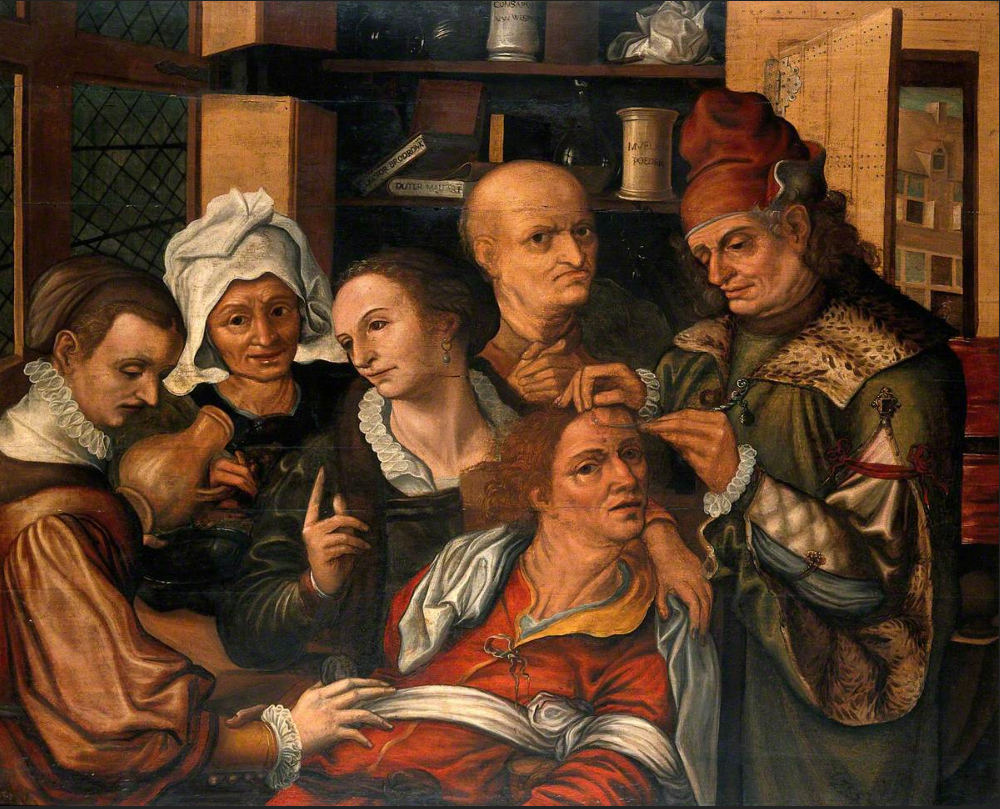
بيتر هويز ، جراح يستخرج حجر الحماقة
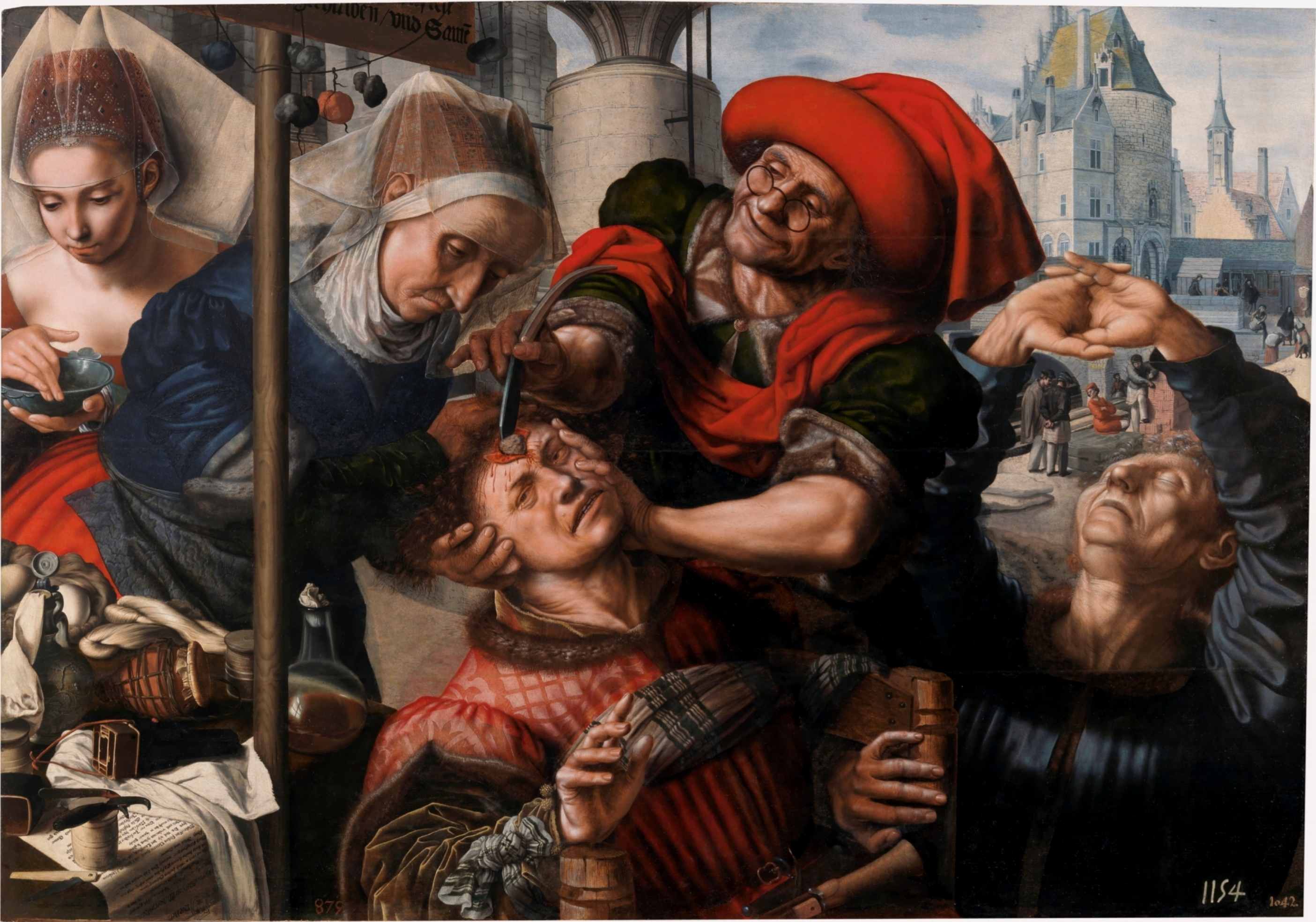
جان ساندرز فان هيمسين ، 1550م
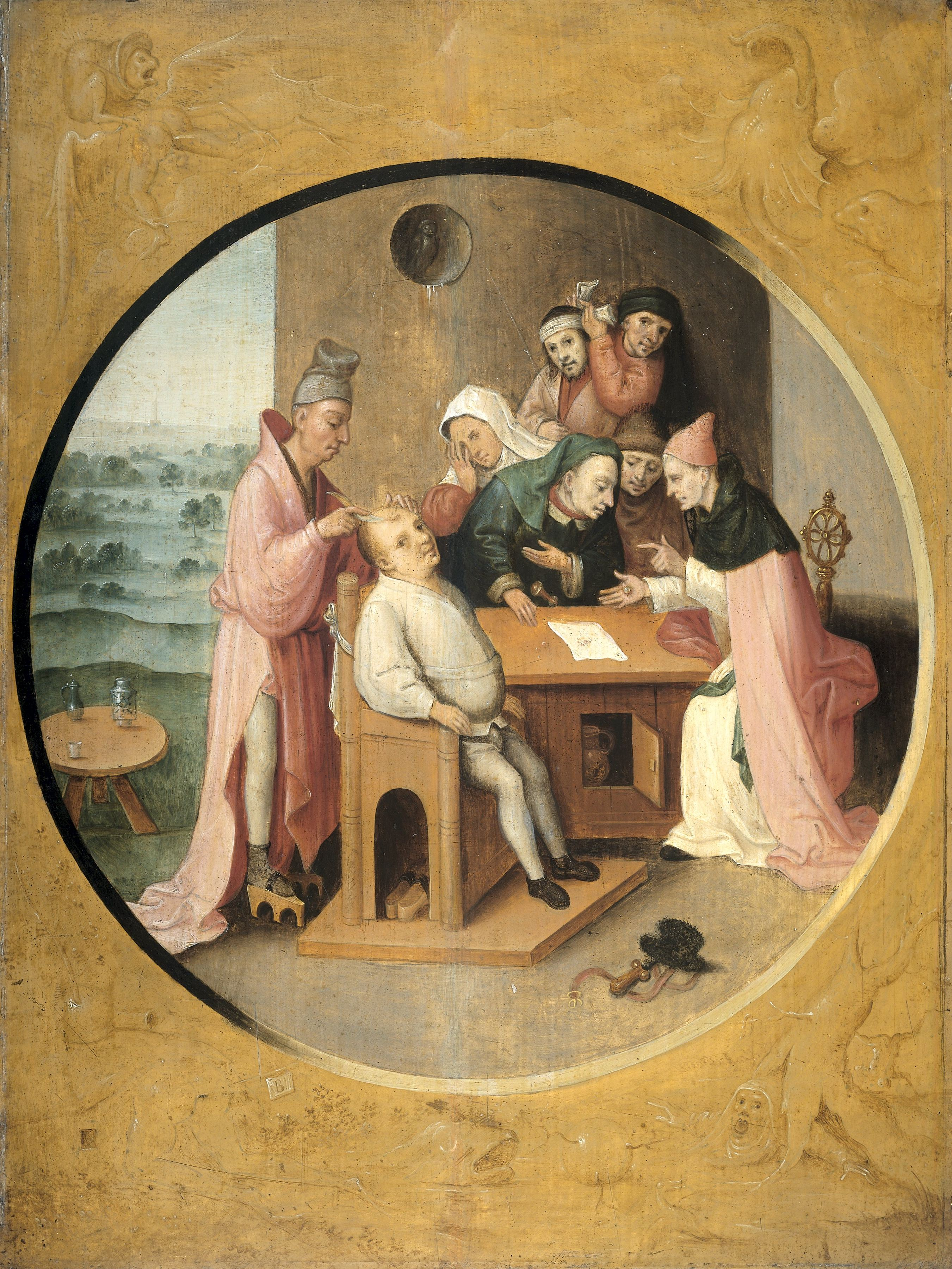
بعد هيرونيموس بوش ، القرن السادس عشر
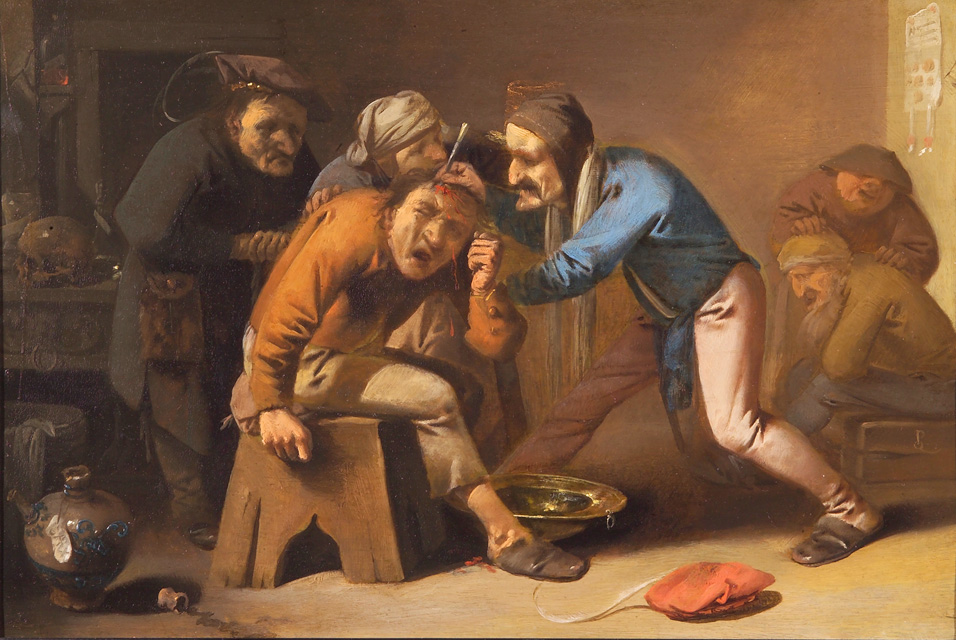
بيتر يانز، حوالي 1630م

## روابط خارجية
- حجر الجنون  في قاعدة بيانات الأفلام على الإنترنت (بالإنجليزية)